# Гущин, Виктор Иванович
Виктор Иванович Гущин (латыш. Viktors Guščins; род. 22 мая 1958, Елгава) — латвийский общественный деятель, историк и публицист. Президент Русской общины Латвии. Кандидат исторических наук, доцент.

## Биография
Родился 22 мая 1958 года в Елгаве, Латвийская ССР. Мать Валентина — латышка из Беларуси, отец Иван — русский. Родители переехали в Латвию в 1943 году детьми.
В 1975 году Виктор Гущин закончил среднюю школу № 5 в Елгаве. После школы работал грузчиком на Елгавском машиностроительном заводе и чертёжником в опытно-конструкторском бюро с опытным производством ВНИИводполимер в Елгаве. В 1977—1979 годах проходил срочную службу в Вооружённых силах СССР.
В 1984 году с отличием окончил исторический факультет Ленинградского государственного университета (сейчас Институт истории Санкт-Петербургского государственного университета) и вернулся в Латвию.
С 1984 года преподавал историю в Рижском политехническом институте и Латвийском государственном университете. В 1989 году окончил аспирантуру в Латвийском государственном университете. В 1990 году защитил диссертацию, получил учёную степень кандидата исторических наук и стал доцентом кафедры социальных наук и права Рижского авиационного университета.
В 1998—2001 годах преподавал конституционное право в Высшей школе экономики и культуры. В 2001—2009 годах преподавал в Балтийском русском институте (сейчас Балтийская международная академия).
В 1998—2009 годах работал редактором газеты «Образование и карьера». С 2006 года является директором Балтийского центра исторических и социально-политических исследований. С 2007 года является координатором Совета общественных организаций Латвии. С 2009 года входит во Всемирный координационный совет российских соотечественников, проживающих за рубежом.
В 2015 году Министерство внутренних дел Эстонии запретило Гущину въезд в страну на 5 лет в связи с его сотрудничеством с Фондом публичной дипломатии имени Александра Горчакова. В 2016 году он успешно оспорил это решение в эстонском суде.
В 2017 году выступал на парламентских слушаниях, организованных Комитетом Государственной думы по делам Содружества Независимых Государств, евразийской интеграции и связям с соотечественниками, рассказав о «возрождении нацизма в Латвии».
В 2019 году Полиция безопасности Латвии включила Гущина в список «агентов российского влияния» и назвала одним из наиболее активных представителей «политики соотечественников».
С 2020 года является президентом Русской общины Латвии.
Написал около 200 статей в СМИ и книг. Являлся соорганизатором семи международных научных конференций по вопросам истории стран Балтии.
Является гражданином Латвии.